# Guaspaltepec
Guaspaltepec, pueblo preshispánico, cabecera de señorío y de corregimiento. Despoblado alrededor del año 1600. Ubicado en el municipio de Playa Vicente, en el estado de Veracruz, México. El uso del nombre perduró a la desaparición del pueblo, en el nombre del corregimiento y luego en la Alcaldía mayor hasta principios del siglo XVIII. Actualmente existe un rancho con el nombre de Huaxpala, en la misma zona. 

## Toponimia
Guaspaltepec es un vocablo náhuatl, al presentar la terminación tepetl que significa lugar o cerro, el significado dado es: lugar de lagartos" o cerro de lagartos, cerro de iguanas o cerro de las lagartijas.
Este nombre preshispánico, a través del tiempo, ha sido escrito de muchas formas, entre los más comunes: Guaspaltepec, Guaspaltepeque, Huaspaltepec, Huaxpala, Acuazpaltepec, Cuauhcuezpaltepec, a continuación se agrupan todas las variantes localizadas vía internet. Todas esta variantes se usan en documentos publicados, incluso algunos utilizan más de uno en el mismo documento. El nombre correcto no ha sido definido. 
| Guaspaltepec | Guaspaltepeque | Huaspaltepec  | Huaspala | Acuezpaltepec | Cuauhcuetzpaltepec |
| Guazpaltepec | Guazpaltepeque | Huazpaltepec  | Huazpala | Acuazpaltepec | Cuauhcuezpaltepec  |
| Guaxpaltepec | Guaxpaltepeque | Huaxpaltepec  | Huaxpala | Acuaspaltepec |                    |
|              |                | Huatzpaltepec |          |               |                    |

## Ubicación
La ubicación exacta del pueblo se perdió en el tiempo. Existe la teoría que el pueblo prehispánico se localiza en el rancho Huaxpala, cerca del pueblo de Playa Vicente. Aunque en el Archivo General de la Nación de México existe un plano de 1791 que ubica la antigua población de Guaspaltepec en el lado contrario del río. En un punto intermedio, no definido exactamente, entre Las cruces, el Mirador y el pueblo de Playa Vicente. 
Las coordenadas del Rancho Huaxpala son: Latitud 17° 50’ 24.00” N, Longitud 95° 50’ 24.00” W. Localizado a más o menos 2 kilómetros al oeste de la población de Playa Vicente, Veracruz, México.

## Grupo étnico e idioma
Originalmente sus habitantes eran zapotecas, pero hacia 1570 predominaban los mixtecos, y en 1600, sus pocos habitantes eran popolucas. El idioma predominate era el nahuatl.

## Época prehispánica y Conquista
El pueblo y señorío estaba bajo el dominio de los mexicas al momento de la llegada de los españoles. En 1519, Moctezuma envió al gobernante de esta zona para que fuera uno de los embajadores que recibieron a Hernán Cortés en San Juan de Ulúa.
A la caída de México-Tenochtitlán, Cortés envió a Gonzalo de Sandoval a la conquista de la Guarnición de Tuxtepec, logrando su cometido y sometiendo al resto de los pueblos de la cuenca del Papaloapan.

## Encomienda
Sandoval repartió en encomienda los pueblos de la cuenca del Papaloapan, reservándose para él, el pueblo de Guaspaltepec por ser el de mayor importancia económica. 
Después que Sandoval partió a España, el presidente de la primera Audiencia, Nuño de Guzmán reasignó este pueblo al cabildo de Veracruz y luego al contador Rodrigo de Albornoz. 
Posterior a 1531, ya siendo corregimiento, la mitad de la encomienda pasó a la Corona y la otra mitad quedó en Jorge de Alvarado. Hacia 1561, la mitad de la encomienda estaba en manos de los herederos de Jorge de Alvarado.

## Corregimiento
Véase Anexo: Corregidores de Guaspaltepec.
En 1531, con la segunda Audiencia, el señorío es nombrado corregimiento, con ello el pueblo se convirtió en la cabecera. El corregidor residía en el pueblo de Guaspaltepec. Hacia 1560, este corregimiento se unió al de Cosamaloapan, así mismo otros pueblos que estaban en encomienda (por ejemplo: Otatitlán), para formar un solo corregimiento.  

## Congregación de 1600
El pueblo en 1600 estaba despoblado, los habitantes se encontraban en el pueblo de Mixtan por orden del cura beneficiado del pueblo. Los últimos habitantes eran los indios principales y 12 indios tributarios que emigraron, a dicho pueblo, debido a la muerte de la población. 
En ese mimo año el juez congregador Francisco Pacheco y Carvajal determinó que estos pobladores se congregen al igual que los demás los pueblos de la rivera derecha del río Papaloapan en un sitio llamado Cacahuaxuchitlan. Anulando en definitiva la repoblación de Guaspaltepec.

## Religión
En el ámbito religioso, este pueblo lo visitaba un cura capellán, cuando menos desde 1543. Pertenecía a la jurisdicción eclesiástica del obispado de Oaxaca.
Hacia 1600 el cura beneficiado de Guaspaltepec era Pedro Fernández de Quevedo, quién emigró al pueblo de Chacaltianguis, con ello se elevaba a cabecera del partido, pero siguió conservando el nombre de Guaspaltepec, cuando menos hasta mediados del siglo XVII. En el siglo XVIII, se le denominaba como parroquia de Chacaltianguis.